# John Polanyi
Pour les articles homonymes, voir Polanyi.
John Charles Polanyi, né János Károly Polányi le 23 janvier 1929 à Berlin, est un chimiste et physicien hongrois, disposant également de la citoyenneté allemande puis naturalisé canadien. Il obtint le prix Nobel de chimie de 1986 conjointement avec Yuan Tseh Lee et Dudley Robert Herschbach pour « leurs contributions à la dynamique des processus chimiques élémentaires ».

## Biographie
Issu de la famille d'origine juive hongroise « Pollacsek », il est le fils de Michael Polanyi (chimiste et philosophe libéral) et de Magda Kemény, ainsi que le neveu de Karl Polanyi, économiste considéré comme étant l'un des chefs de file de l'école substantiviste. 
Il naît à Berlin en 1929. Sa famille émigre en Angleterre en 1933. Il étudie alors à l'université de Manchester où il obtint son doctorat en 1952. Il effectue ensuite un stage postdoctoral au Conseil national de recherches Canada (CNRC) à Ottawa sous la direction de Edgar William R. Steacie.
En 1954, il devient chercheur à l'université de Princeton et en 1956, il est nommé lecturer (maître de conférences) à l'université de Toronto. Il effectue l'ensemble de sa carrière dans cette même université, devenant professeur en 1957.

## Recherches scientifiques
Polanyi concentre ses efforts sur la dynamique chimique afin de déterminer les mouvements atomiques et moléculaires au cours des réactions chimiques, ainsi que les propriétés des espèces chimiques à l'état de transition. Pendant son séjour au CNRC, il évalue la capacité prédictive de la théorie de l'état de transition. Il arrive à la conclusion que la théorie est défectueuse, surtout à cause du manque de connaissance des forces en jeu à l'état de transition.
Vers la fin de son séjour au CNRC, Polanyi travaille au laboratoire de Gerhard Herzberg, et emploie la spectroscopie pour examiner l'excitation vibrationnelle et rotationnelle des molécules d'iode. Ensuite à Princeton où il travaille au sein de l'équipe de Hugh Taylor, il est influencé par des études à Princeton qui examinent les produits en état d'excitation vibrationnelle, provenant de la réaction entre l'hydrogène atomique et l'ozone.
Lorsqu'il se déplace à l'Université de Toronto en 1956, ses premiers étudiants de doctorat cherchent des augmentations des vitesses de réaction de l'hydrogène dues à son excitation vibrationnelle. Ils cherchent aussi la présence du chlorure d'hydrogène en état d'excitation vibrationnelle lors de la réaction exothermique du chlore moléculaire avec l'hydrogène atomique (Cl2 + H → HCl + Cl). En 1958 Polanyi et son étudiant Kenneth Cashion découvrent la chimiluminescence émise par la molécule de HCl en état excité.
En 1986 Polanyi reçoit le prix Nobel de chimie, conjointement avec Dudley Herschbach de l'Université Harvard and Yuan T. Lee de l'Université de Californie. Les trois chercheurs sont reconnus pour leurs contributions au sujet de la dynamique des processus élémentaires chimiques. Les contributions de Polanyi sont axées sur son développement de la chimiluminescence à l'infrarouge. Cette technique est employée pour mesurer les émissions faibles à l'infrarouge provenant d'une molécule en voie de formation, afin d'examiner le sort de l'énergie durant une réaction chimique.

## Engagement politique et social
À partir des années 1950, Polanyi s'intéresse aux affaires publiques, surtout au sujet des armes nucléaires. Il est fondateur du groupe canadien du mouvement Pugwash en 1960, et préside le groupe jusqu'à 1978. Ce mouvement global lauréat du Prix Nobel de la paix en 1995 définit son objectif la diminution du conflit armé et la recherche des solutions aux problèmes mondiaux.
Polanyi appuie aussi la science pure, et critique les politiques gouvernementales qui n'appuient pas la recherche pure. Il accepte souvent des invitations à parler au sujet des questions de la justice sociale, de la paix et de la prolifération nucléaire. Il rédige souvent des commentaires sur des questions de science et de la politique publique au quotidien canadien The Globe and Mail.

## Distinctions et récompenses
- Compagnon de l'ordre du Canada.
- Médaille Marlow de la Faraday Society en 1962.
- 'Centenary Medal de la British Chemical Society en 1965.
- Noranda Award de l'institut de chimie du Canada (en) en 1967.
- Henry Marshall Tory Medal de la Royal Society of Canada en 1977.
- Prix Wolf de chimie en 1982.
- Prix Nobel de chimie en 1986.
- Izaak Walton Killam Memorial Prize en 1988.
- Médaille royale de la Royal Society de Londres en 1989.

- Membre de la Société royale du Canada depuis 1966.
- Membre de la Royal Society de Londres depuis 1971 et de la Royal Society of Edinburgh depuis 1988.
- Membre de l'Académie américaine des arts et des sciences depuis 1976 et de l'Académie nationale des sciences des États-Unis depuis 1978.
- Membre de l'Académie pontificale des sciences de Rome depuis 1986.
- Membre honoraire de la Royal Society of Chemistry du Royaume-Uni depuis 1991.
- Membre de l'Institut de chimie du Canada depuis 1991.

Il est également docteur honoris causa de nombreuses universités à travers le monde.